# İsa Həbibbəyli
İsa Həbibbəyli (Şərur, 16 ottobre 1949) è un filologo e politico azero tra i fondatori del Partito del Nuovo Azerbaigian (YAP) nonché presidente dell'Accademia Nazionale delle scienze dell'Azerbaigian (2013), dottore di ricerca in filologia (1996), scienziato onorato della Repubblica dell’Azerbaigian (1999), membro a pieno titolo dell'Accademia Nazionale delle Scienze dell’Azerbaigian (2003)..

## Biografia
Isa Habibbayli è nato il 16 ottobre 1949 nel villaggio di Danzik situato nel distretto di Şərur della Repubblica Socialista Sovietica Autonoma di Naxçıvan. Ha conseguito una laurea in filologia presso la filiale di Nakchivan dell’Università Statale delle scienze pedagogiche dell’Azerbaigian con il massimo dei voti.
È autore di 89 libri, 1428 articoli, di cui 212 pubblicati all’estero. È membro corrispondente dell’Istituto Ataturk di cultura, lingua e storia, membro dell’Unione degli Scrittori dell’Azerbaigian e dell’Unione dei Giornalisti dell’Azerbaigian, nonché "scienziato onorato" della Repubblica.
Dal 1971 ha lavorato come insegnante presso la scuola secondaria della regione di Sharur. Dal 1975 ha svolto le funzioni di professore, docente e Vice-Rettore per gli affari scientifici dell’Università Statale di Nakhchivan e dal 1996 al 2013 ha ricoperto il ruolo del rettore dello stesso ateneo.
È Vicepresidente dell’Accademia Nazionale delle Scienze dell’Azerbaigian dal 2013.
È membro del Nuovo Partito dell’Azerbaigian (Yeni Azərbaycan Partiyası) dal 1996. È stato il deputato dell’Assemblea Suprema della Repubblica Autonoma di Nakhchivan dal 1998 al 2005 e deputato dell’Assemblea Nazionale (Parlamento-Milli Majlis) della Repubblica dell’Azerbaigian dal 2005 al 2010. È allo stesso tempo membro del comitato scientifico ed educativo dell’Assemblea Nazionale della Repubblica dell’Azerbaigian e degli intergruppi parlamentari di lavoro Azerbaigian-Belgio, Azerbaigian-Emirati Arabi Uniti, Azerbaigian-Pakistan e Azərbaycan-Giappone.

## Incarichi
- Vice-Rettore per gli affari scientifici presso l’Università Statale di Nakhchivan (1991-1996);
- Rettore dell’Università Statale di Nakhchivan (1996-2013);
- Vicepresidente dell’Accademia Nazionale delle Scienze dell’Azerbaigian (dal 2013);
- Direttore dell'Istituto di letteratura Nizami Ganjavi sotto l’Accademia Nazionale delle Scienze dell’Azerbaigian (dal 2013)
- Vicepresidente del comitato editoriale dell'Enciclopedia nazionale dell'Azerbaigian (dal 2018)[5]

## Attività scientifiche
- Studio delle fasi e dei problemi della letteratura azera del XIX-XX secolo e del patrimonio di Jalil Mammadguluzada, Mahammad Taghi Sidgi e Eynali bay Sultanov;
- Studio della poetica e dei problemi teorici della poesia romantica; il concetto di cronologia e le fasi di sviluppo della letteratura azera; studi teorici sulla satira; problemi attuali della teoria letteraria.

## Attività sociopolitica
- Deputato dell’Assemblea Suprema della Repubblica Autonoma di Nakhchivan (1998-2005);
- Deputato dell’Assemblea Nazionale (Parlamento-Milli Majlis) della Repubblica dell’Azerbaigian (dal 2005);
- Presidente del comitato scientifico ed educativo dell’Assemblea Nazionale (Parlamento) della Repubblica dell’Azerbaigian (dal 2015);[6]
- Presidente della Commissione di toponomastica dell’Assemblea Nazionale (Parlamento-Milli Majlis) della Repubblica dell’Azerbaigian (dal 2015);
- Membro del Consiglio politico del Nuovo Partito dell’Azerbaigian (Yeni Azərbaycan Partiyası);
- Presidente della Commissione statuaria dell’Accademia Nazionale delle Scienze dell’Azerbaigian (dal 2013);
- Editore della rivista “Notizie”(“Xəbərlər”) dell’Accademia Nazionale delle Scienze dell’Azerbaigian
- Editore delle riviste "Raccolta di letteratura” (“Ədəbiyyat məcmuəsi”), “Poetika.izm” e "Relazioni letterarie" (“Ədəbi əlaqələr”) pubblicate dall'Istituto di letteratura Nizami Ganjavi;
- Presidente del Consiglio di dissertazione dell'Istituto di letteratura Nizami Ganjavi sotto l’Accademia Nazionale delle Scienze dell’Azerbaigian.

## Premi e riconoscimenti
- Titolo dello scienziato onorato della Repubblica dell'Azerbaigian (1999);[7]
- Titolo dell’“Uomo dell’anno” da parte dell’Istituto Biografico dell’America (2001);
- Premio per il servizio eccezionale rilasciato (“Üstün hizmet Beratı”) rilasciato dall’Istituto di lingua della Turchia  (2004);
- “Ordine della Gloria” (2007);[8]
- “L'ordine del distintivo d'onore” (2009);[9]
- Premio d’onore dell’Assemblea Suprema della Repubblica Autonoma di Nakhchivan (2009);
- Premio d’onore dell’Accademia Nazionale delle Scienze dell’Azerbaigian (2009);
- Premio “The Name in Science” (2013);[1]
- “Medaglia Maestro Shahriyar al merito culturale” (2015);[10]
- “Medaglia d’onore del mondo turco” dell’Associazione degli autori delle opere scientifiche e letterarie (Ilim ve edebiyat eseri sahipleri meslek birliği)